# Башня IFS (Сучжоу)
Башня IFS (Suzhou International Finance Square, Suzhou IFS Tower, 苏州国际金融中心) — сверхвысокий небоскрёб, расположенный в китайском городе Сучжоу, в районе промышленного парка (Suzhou Industrial Park). Построен в 2019 году, на начало 2020 года являлся самым высоким зданием города, 10-м по высоте зданием Китая, 14-м — Азии и 18-м — мира. Башня IFS (450 м) имеет 95 наземных и 5 подземных этажей, 62 лифта, 470 квартир, 224 номера отеля Niccolo Suzhou, 1,3 тыс. парковочных мест, площадь помещений башни — 310 000 м², всего комплекса — 393 200 м².
Архитектором небоскрёба выступила американская компания Kohn Pedersen Fox, владельцем является гонконгский многопрофильный конгломерат The Wharf Holdings. Кроме башни International Finance Square в Сучжоу компании The Wharf Holdings принадлежат подобные комплексы под брендом IFS в городах Чанша (2018), Чунцин (2017) и Чэнду (2014).